# Black Guns Matter
Black Guns Matter è la risposta conservatrice nei confronti di Black Lives Matter, l'organizzazione è incentrata primariamente sulla difesa del secondo emendamento.

## Descrizione

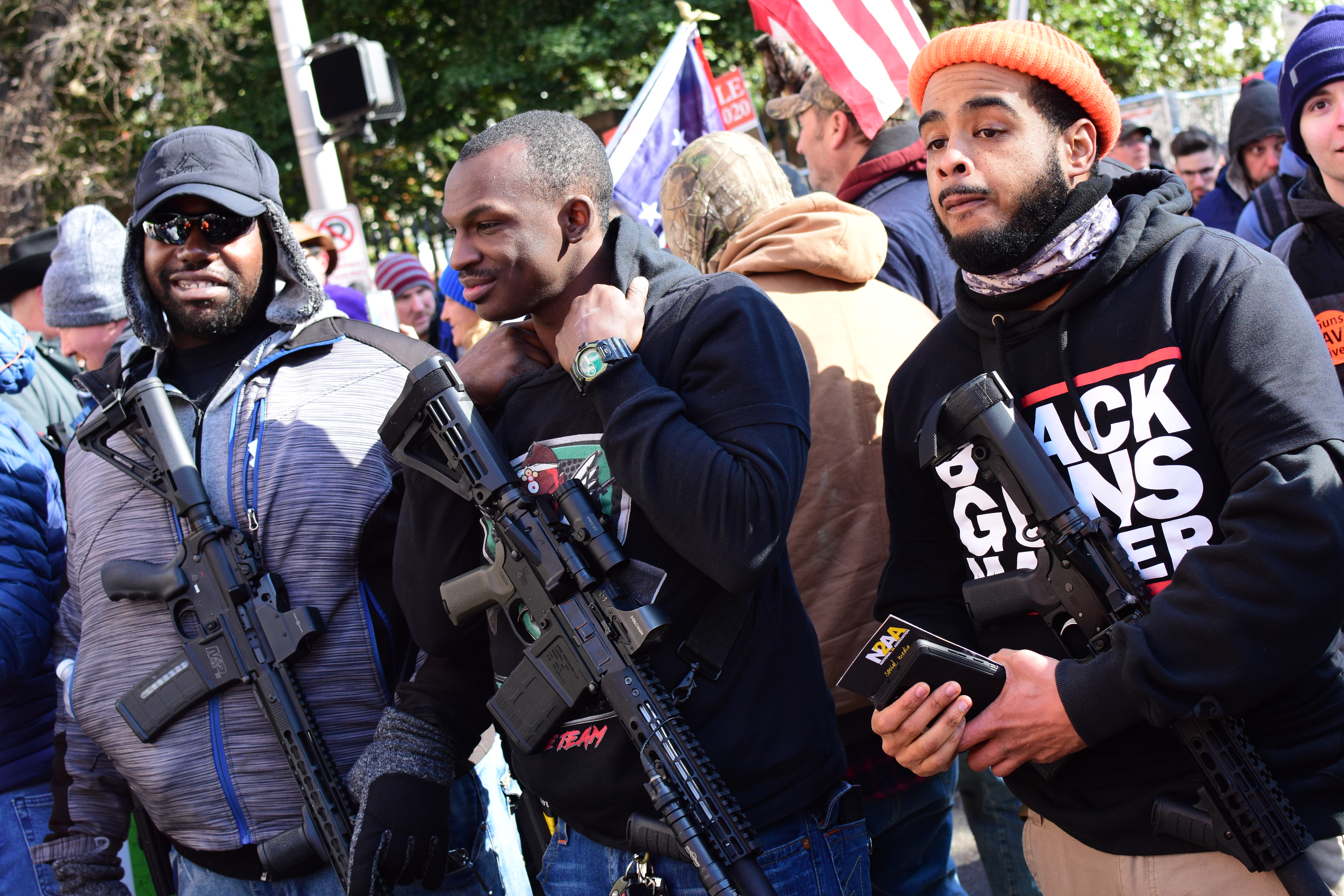
Dimostranti al raduno per i diritti delle armi del VCDL Lobby Day del 2020. Il dimostrante a destra indossa abbigliamento Black Guns Matter.

L'organizzazione è guidata da Maj Toure, che l'ha fondata nel 2016. Black Guns Matter si concentra sull'insegnamento della sicurezza delle armi e dell'autodifesa. Toure ha parlato degli obiettivi del non profit al CPAC 2021.